# 스파이로플레아과
스파이로플레아과(Sphaeropleaceae)는 녹조강 스파이로플레아목에 속하는 녹조류과의 하나이다. 5속 22종으로 이루어져 있다.

## 하위 속
- Atractomorpha - 2종
- Characiopodium - 5종
- 파랄렐라속 (Parallela) - 4종
- 라디오필룸속 (Radiofilum) - 3종
- 스파이로플레아속 (Sphaeroplea) - 8종